# Taraxacum insigne
Taraxacum insigne là một loài thực vật có hoa trong họ Cúc. Loài này được Ekman ex Wiinst. & Jess. miêu tả khoa học đầu tiên năm 1934.